# Groupe des îles Joinville
Pour les articles homonymes, voir Joinville.
Le groupe des îles Joinville est un archipel de l'océan Austral qui se trouve au nord-est de l'extrémité de la péninsule Antarctique (péninsule de la Trinité), de laquelle il est séparé par le détroit Antarctique.

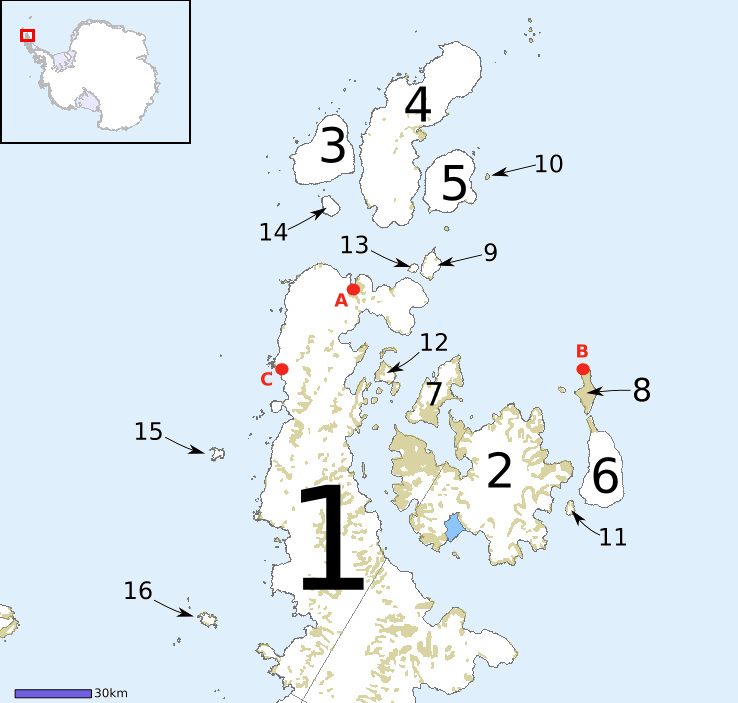
Groupe des îles Joinville : 3 Île d'Urville, 4 Île Joinville, 5 Île Dundee, 9 île Andersson, 10 île Paulet, 13 île Jonassen, 14 île Bransfield

L'île principale, l'île Joinville est située à  63° 15′ S, 55° 45′ O. Immédiatement au nord-est et séparée par le canal Larsen se trouve l'île d'Urville, située à 63° 05′ S, 56° 20′ O. L'île Dundee, quant à elle, se trouve au sud-ouest à faible distance au sud de l'île Joinville.
Les autres îles sont :   Paulet,  Andersson, Jonassen (en) et  Bransfield (en).
Le groupe des îles Joinville a été découvert en 1838 par l'explorateur français Jules Dumont d'Urville.